# Castell de Craigmillar
El castell de Craigmillar és un castell medieval situat a la ciutat d'Edimburg, aEscòcia, en un petit pujol al sud del modern barri de Craigmillar. Va ser començat a la fi del segle XIV per la família Preston, barons feudals de Craigmillar, i l'ampliaren als segles XV i XVI. L'any 1660 el castell es va vendre a sir John Gilmour, que va realitzar-hi més canvis. La família Gilmour va abandonar Craigmillar al segle xviii, i el castell va caure en ruïnes.
És conegut històricament, sobretot, per la seva relació amb Maria Stuart, reina d'Escòcia. Després de donar a llum el seu fill, el futur Jaume I d'Anglaterra, va contreure una malaltia i va viatjar a Craigmillar, on arribà el 20 de novembre de 1566, per passar allà la convalescència. Recuperada i, abans de la seva partida, el 7 de desembre del mateix any, va tenir lloc el «pacte de Craigmillar», amb o sense el seu consentiment, per descasar-la del seu marit Henry Stuart.
Craigmillar, sota l'administració de l'associació Historic Scotland, és un dels castells medievals millor conservats d'Escòcia.
La torre de l'homenatge està envoltada per la muralla del pati central, del segle xv, amb característiques defensives. Dins del pati hi ha més edificis i tot el conjunt està envoltat per una muralla i un pati exterior que conté una capella i un colomar.

## Història

### Orígens
Les terres de Craigmillar van ser atorgades pel rei David I d'Escòcia als monjos de l'abadia de Dunfermline al segle xii. En una posterior donació, l'any 1374, el rei Robert II va donar les terres a sir Simon Preston, xèrif de Midlothian, el fill del qual, Simon, o el seu net, sir George Preston, va començar a construir la torre el donjon que forma el nucli del castell, l'any 1425. La muralla del pati va ser probablement afegida per sir William Preston, que havia viatjat per França i d'on va treure la inspiració per al seu nou projecte. També se'n va endur el braç de sant Gil, que va presentar a l'alta església a Edimburg —contemporàniament situada a la catedral de Saint Giles, on una nau té el cognom de la família en el seu honor. L'any 1480, John Stewart, comte de Mar i germà de Jaume III, va ser fet presoner a Craigmillar, acusat de fer bruixeria contra el rei.

### Segle XVI
L'any 1511 Craigmillar fou convertit en baronia, i per aquesta mateixa època se'n va construir el pati exterior, possiblement obra d'un altre Simon Preston, membre del parlament per Edimburg el 1487. Les primeres dades que es tenen de la capella familiar són del 1523. L'any 1544, durant la Guerra angloescocesa d'Enric VIII, els anglesos van intentar imposar per la força un matrimoni entre Eduard, príncep de Gal·les, i la jove Maria. El castell de Craigmillar va ser incendiat per les tropes angleses al comandament del comte de Hertford. El baró, sir Simon Preston, va reparar el castell, remodelant els edificis del pati. Sir Simon va ser Lord Provost d'Edimburg (administrador o alcalde de la ciutat) durant molts anys, i fou un partidari lleial de la reina Maria, que el nomenà membre del seu consell privat (Privy Council).
La reina Maria va ser en dues ocasions a Craigmillar, al setembre de 1563 i del 20 de novembre al 7 de desembre de 1566. Tradicionalment s'ha dit que dormia a la petita cuina dins de la torre, encara que és més probable que ho fes a les estances, més còmodes, de l'edifici oriental.(7) En la seva segona estada, Maria encara tenia problemes de salut a causa d'una malaltia. La majoria dels seus nobles estaven amb ella, i li van suggerir que es podia eliminar el seu impopular marit, Henry Stuart, Lord Darnley, mitjançant un divorci o altres mitjans. Es va signar un acord, el “pacte de Craigmillar”, entre el seu secretari d'estat, William Maitland de Lethington, i molts nobles, entre els quals estaven els comtes de Bothwell, Argyll i Huntly. Aquest pacte no va tenir èxit, però va plantar la llavor per eliminar Darnley. Encara que Maria va deixar clar que no era feliç amb el seu marit, no va participar en la conspiració, i possiblement no era conscient del complot que hi havia per assassinar-lo. En un primer moment es va preveure que Danrley s'allotgés a Craigmillar quan tornés a Edimburg, encara que va optar per anar a l'església o’Field a la ciutat, on va ser assassinat el 10 de febrer de 1567. El 1572, després que la reina Maria sortís d'Anglaterra, el regent Mar va usar Craigmillar com a base durant el setge del castell d'Edimburg, que estava en poder dels partidaris de la reina en l'exili. Més tard el rei Jaume VI va visitar Craigmillar, l'any 1589, quan va ser convidat per sir David Preston.

### Els Gilmour
Després de la mort de sir Robert Preston l'any 1639, el castell va passar a mans d'un cosí llunyà, David Preston de Whtehill. El seu fill va vendre el castell, que va ser adquirit per sir John Gilmour el 1660, que també va adquirir la finca veïna de The Inch al mateix temps. Un cavaller Gilmour va ser recompensat després de la Restauració del rei Carles II, en ser nomenat Lord President of the Court of Session (president del màxim tribunal d'Escòcia) el 1661.(7) Va remodelar el bloc occidental del castell per dotar-lo d'habitacions més còmodes en la dècada de 1660, però a principis del segle xviii, els Gilmour van deixar el castell per traslladar-se a Inch House, a l'oest del castell. No es va tornar a ocupar el castell. L'any 1775 el castell estava en ruïnes, quan el poeta i col·leccionista d'antiguitats John Pinkerton va escriure Castell de Craigmillar: una elegia. El castell es va convertir en una atracció turística molt popular a la fi del segle xviii, i va ser dibuixat per molts artistes. L'any 1842 se'n va proposar la renovació com a residència per a la reina Victoria, però no va passar d'aquí. La reina Victoria va visitar el castell l'any 1886, quan el seu propietari va dur-hi a terme nombroses reformes.
El castell de Craigmillar ha estat en mans de l'estat des de 1946, i actualment és mantingut per l'associació Historic Scotland. Està categoritzat com a edifici de classe A, el més alt grau de protecció que es dona a un edifici històric a Escòcia.

## Descripció

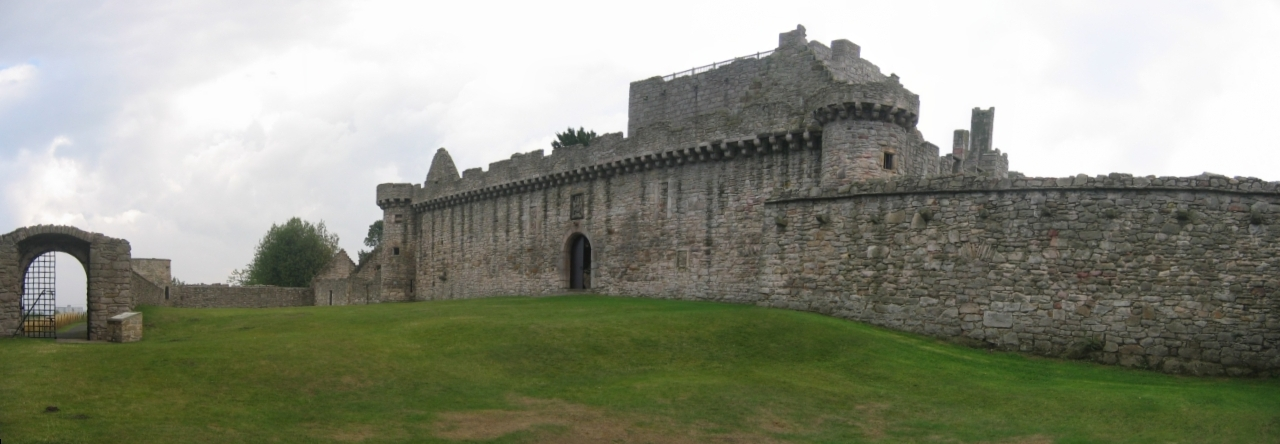
El pati exterior, amb la porta de l'esquerra, i la part principal del castell

En el nucli del castell de Craigmillar es troba la torrassa en forma de L del segle xiv, construït en un sortint rocós. Al seu voltant es troba la muralla del pati, del segle xv, que conté parts d'edificis al sud-est, est, i oest. Darrere d'aquesta muralla hi ha una altra muralla exterior més baixa que tanca un pati exterior. Aquest pati conté la capella i els jardins. Cap al sud s'estenen més jardins.

### La torrassa
Aquest edifici de quatre plantes forma la torre de l'homenatge del castell, encara que al principi estava sola. Fa 15,8 m x 11,6 m. El mur té un grossor de fins a 3,3 m, i la segona i tercera planta tenen sostres amb arcs. La torre està construïda a la vora d'un sortint rocós, i l'entrada originària estava protegida de manera natural gràcies a una esquerda a la roca. Aquesta hauria estat travessada per un pont de fusta, fins que es va construir el mur de contenció. Sobre la porta són les armes de la família Preston. Una escala condueix a l'habitació de la guàrdia, que probablement va tenir “forats assassins” a través dels quals es podien llançar artefactes contra els atacants que volguessin entrar. A la planta baixa hi ha cellers, que antigament tenien golfes de fusta damunt. Els murs divisors i les portes de cada extrem són addiccions posteriors.
A la segona planta hi ha el saló; la cuina ocupa el brancal, també hi ha passadissos que connecten amb les ales est i oest. El saló té una gran xemeneia esculpida que data del voltant del 1500, i probablement el saló tingués el sostre de fusta, potser pintat. La cuina va ser reemplaçada per una de més gran situada a l'ala est, al segle xvi, i va ser convertida en un dormitori. Es va inserir al foguer de la cuina un fumeral més petit que el del saló, així com finestres grans. A la planta següent, a la qual s'accedeix per una escala de caragol, hi ha una habitació sense finestres situada en la volta que hi ha sobre el sostre del saló. Sobre la cuina hi ha l'habitació del senyor, l'única sala privada originària que resta al castell. L'escala continua donant accés a camins parapetats a la teulada de pedra. Antigament l'exterior del castell tenia dues balconades de fusta, una amb vista als jardins al sud, i una altra amb vista als camps de Lothian.

### El pati interior
El mur de cortina del segle xv tanca un pati de 10 m d'ample, i de fins a 1,8 m de grossor. A la part externa el mur té unes mesures de 40 m x 27 m. En cada cantonada hi ha torres circulars, i a la torre sud-est hi ha una porta lateral. Les torres tenen forats en forma de pany, pensats tant per decorar com per defensar-se. La porta d'entrada es troba a la paret nord. A sobre hi ha l'escut de la família Preston, i damunt seu l'escut d'armes d'Escòcia. Les muralles estan defensades per lladroneres, forats pels quals es podia llançar objectes als atacants, i merlets que permeten als defensors caminar per tota la muralla. A l'interior de la muralla, hi ha restes de finestres que indiquen que alguna vegada va haver-hi una sèrie d'edificis al sud, al pati.